# Takarazuka
Takarazuka (宝塚市, Takarazuka-shi)) is een stad in de prefectuur  Hyogo, Japan. In 2013 telde de stad 228.257 inwoners. Takarazuka maakt deel uit van de metropool Groot-Osaka.

## Geschiedenis
De stad werd op 1 augustus 1954 gesticht door het toevoegen van Yoshimoto en Muko aan het toenmalige dorp Takarazuka. Op 1 april 2003 verkreeg Takarazuka het statuut van speciale stad.

## Partnersteden
- Matsue, Japan
- Augusta, Verenigde Staten sinds 1989
- Melville, Australië
- Alsergrund, Oostenrijk sinds 1994

## Geboren
- Shinji Okazaki (1986), voetballer

Steden:
Aioi · Akashi · Ako · Amagasaki · Asago · Ashiya · Awaji · Himeji · Itami · Kakogawa · Kasai · Kato · Kawanishi · Kobe (hoofdstad) · Miki · Minamiawaji · Nishinomiya · Nishiwaki · Ono · Sanda · Sasayama · Shiso · Sumoto · Takarazuka · Takasago · Tamba · Tatsuno · Toyooka · Yabu

Districten:
Ako · Ibo · Kako · Kanzaki · Kawabe · Mikata · Sayo · Taka
Gemeenten per district
Akashi · Atsugi · Chigasaki · Fuji · Fukui · Hachinohe · Hirakata · Hiratsuka · Ibaraki · Ichinomiya · Isesaki · Joetsu · Kakogawa · Kasugai · Kasukabe · Kawaguchi · Kishiwada · Kofu · Koshigaya · Kumagaya · Kure · Matsue · Matsumoto · Mito · Nagaoka · Neyagawa · Numazu · Odawara · Ōta · Sasebo · Sōka · Suita · Takarazuka · Tokorozawa · Tottori · Tsukuba · Yamagata · Yamato · Yao · Yokkaichi